# Carmelo Bagnato
Carmelo Bagnato (Scalea, 16 maggio 1956) è un allenatore di calcio ed ex calciatore italiano, di ruolo centrocampista.

## Carriera

Bagnato (accosciato, al centro) alla Ternana nella stagione 1977-1978

Ha giocato in Serie A con Fiorentina e Ternana. Ha vestito anche le maglie di Lecce, Bari, Salernitana e Catanzaro.e Bastia in serie D. Nel 1991 allena l'Orvietana . Nella stagione 1995-1996 ha allenato in Serie C1 il Nola, subentrando a Giovanni Simonelli, senza riuscire a evitare la retrocessione dei bianconeri. L'anno dopo è ancora in Serie C1, con la Pistoiese. Nel 2002 è nuovamente al' Orvietana.A Scalea sarà l'allenatore della squadra cittadina nel campionato di Eccellenza 2006-2007. Successivamente è diventato l'allenatore del Pierantonio, in Serie D. Nel 2010 -2011 è al Citta di Castello. Ha fondato, nella stagione 2014-2015, una scuola calcio dall'omonimo nome a Scalea, dove , all'ACS, in passato ha allenato formazioni Giovanissimi e Allievi. 

## Statistiche

### Presenze e reti nei club
| Stagione         | Squadra          | Campionato       | Campionato | Campionato | Coppe nazionali | Coppe nazionali | Coppe nazionali | Totale | Totale |
| Stagione         | Squadra          | Comp             | Pres       | Reti       | Comp            | Pres            | Reti            | Pres   | Reti   |
| ---------------- | ---------------- | ---------------- | ---------- | ---------- | --------------- | --------------- | --------------- | ------ | ------ |
| 1974-1975        | Ternana          | A                | 2          | 0          | CI              | ?               | ?               | 2+     | 0+     |
| 1975-1976        | Ternana          | B                | 37         | 3          | CI              | ?               | ?               | 37+    | 3+     |
| 1976-1977        | Fiorentina       | A                | 8          | 0          | CI              | ?               | ?               | 8+     | 0+     |
| 1977-1978        | Ternana          | B                | 32         | 4          | CI              | ?               | ?               | 32+    | 4+     |
| Totale Ternana   | Totale Ternana   | Totale Ternana   | 71         | 7          |                 | ?               | ?               | 71+    | 7+     |
| 1978-1979        | Bari             | B                | 34         | 1          | CI              | ?               | ?               | 34+    | 1+     |
| 1979-1980        | Bari             | B                | 35         | 1          | CI              | ?               | ?               | 35+    | 1+     |
| 1980-1981        | Bari             | B                | 37         | 2          | CI              | ?               | ?               | 37+    | 2+     |
| 1981-1982        | Bari             | B                | 36         | 9          | CI              | ?               | ?               | 36+    | 9+     |
| 1982-1983        | Bari             | B                | 33         | 7          | CI              | ?               | ?               | 33+    | 7+     |
| Totale Bari      | Totale Bari      | Totale Bari      | 165        | 20         |                 | ?               | ?               | 165+   | 20+    |
| 1983-1984        | Lecce            | B                | 31         | 3          | CI              | ?               | ?               | 31+    | 3+     |
| 1984-1985        | Catanzaro        | C1               | 28         | 2          | CIC             | ?               | ?               | 28+    | 2+     |
| 1985-1986        | Catanzaro        | B                | 34         | 1          | CI              | ?               | ?               | 34+    | 1+     |
| 1986-1987        | Catanzaro        | C1               | 32         | 3          | CIC             | ?               | ?               | 32+    | 3+     |
| Totale Catanzaro | Totale Catanzaro | Totale Catanzaro | 94         | 6          |                 | ?               | ?               | 94+    | 6+     |
| 1987-1988        | Salernitana      | C1               | 22         | 0          | CIC             | ?               | ?               | 22+    | 0+     |
| Totale Carriera  | Totale Carriera  | Totale Carriera  | 401        | 36         |                 | ?               | ?               | 401+   | 36+    |

## Palmarès

### Giocatore

#### Competizioni nazionali
- Campionato italiano Serie C1: 1

Catanzaro: 1986-1987 (girone B)

### Allenatore

#### Competizioni nazionali
- Campionato Nazionale Dilettanti: 1

Viterbese: 1994-1995 (girone E)